# Ortvikens pappersbruk

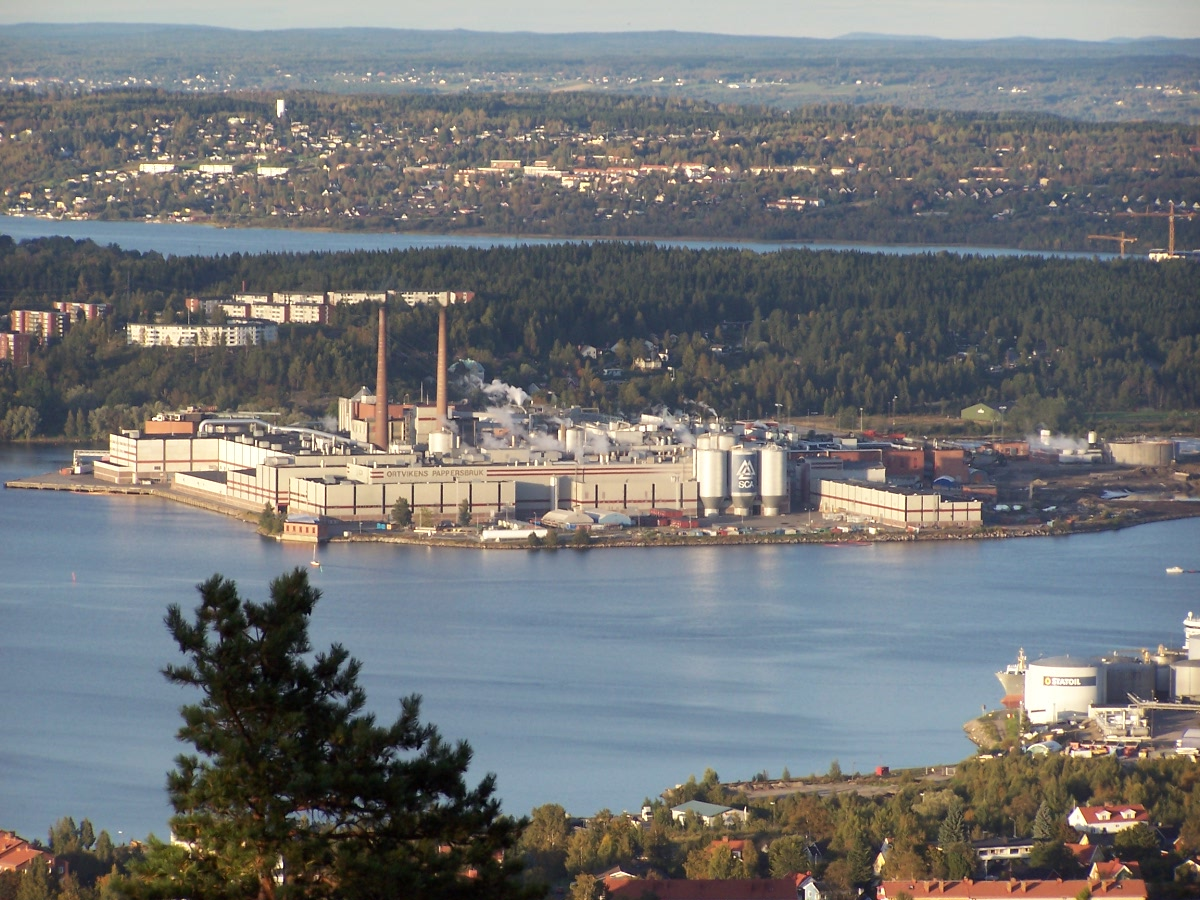
Ortvikens pappersbruk sett från Södra Stadsberget.

Ortvikens industriplats är ett massabruk i Sundsvall, som ingår i Svenska Cellulosa AB. Produktionslinjen för tillverkning av CTMP-massa invigdes den maj 2023. Textilåtervinningsföretaget Renewcell bygger en produktionslinje för tillverkning av dissolvingmassa baserad på återvunnen textil vars första linje 
invigdes den 10 november 2022
Innan nedläggningen av pappersbruket i början av 2021 bestod tillverkningen av obestruket offsetpapper samt bestruket tryckpapper (LWC, Light Weight Coated) på tre pappersmaskiner med granved som råvara. Bruket levererar idag spillvärme och primavärme till Sundsvalls Energi för Sundsvalls fjärrvärmenät.
Pappersbruket byggdes 1956–57 och hade ursprungligen en kapacitet på 160 000 ton tidningspapper per år. Produktionskapaciten har under årens lopp successivt utökats och var uppe i 775 000 ton per år när papperstillverkningen upphörde 2021.